# Klaus Harste
Klaus Harste (* 28. Oktober 1955 in Osnabrück) ist ein deutscher Metallurg.

## Leben
Nach dem Abitur studierte Harste Eisenhüttenkunde an der Technischen Universität Clausthal. Nach dem Diplom-Abschluss 1982 arbeitete er dort als wissenschaftlicher Mitarbeiter im Institut für Allgemeine Metallurgie und fertigte seine Dissertation Untersuchungen zur Schrumpfung und zur Entstehung von mechanischen Spannungen während der Erstarrung und nachfolgender Abkühlung zylindrischer Blöcke aus Fe-C-Legierungen an, mit der er 1989 von der TU Clausthal zum Dr.-Ing. promoviert wurde.
Harste begann seine Berufstätigkeit 1989 in der AG der Dillinger Hüttenwerke in der Abteilung Forschung und Entwicklung/Walzwerkstechnik und Produktionsentwicklung. 1992 wurde er Leiter der zentralen Organisationseinheit Stranggießen mit Zuständigkeit für die Werke Dillingen und Völklingen. 1995 übernahm er die Leitung der Abteilung Forschung und Entwicklung/Stahlwerksmetallurgie und Stranggießtechnik der Dillinger Hütte, und 1998 wurde er Chef der Entwicklungsabteilungen Roheisen, Stahlerzeugung, Walzwerk, Produktentwicklung und des wissenschaftlichen Rechenzentrums.
2001 wechselte Harste zur Saarstahl AG in Völklingen als Leiter Produktion und Qualitätswesen und Mitglied des Vorstandes für den Bereich Technik. 2009 wurde er Vorstandsvorsitzender der Saarstahl AG unter Beibehaltung der Zuständigkeit für den Bereich Technik. Als die SHS – Stahl-Holding-Saar als Dachgesellschaft für die Dillinger Hütte, die Saarstahl AG und die Saarschmiede etabliert worden war, verließ Harste die Saarstahl AG noch vor Ende seines Vertrages als Vorstandschef.
Harste war 2012 bis 2016 Geschäftsführer der Max Aicher GmbH & Co KG in Freilassing.
Harste beteiligte sich fortwährend an der Fachausschussarbeit des Vereins Deutscher Eisenhüttenleute (VDEh), dessen Mitglied er 1991 geworden war, und seit 2001 ist er Mitglied des Vorstandes des Stahlinstituts VDEh. Auch gehört er dem Vorstand der Wirtschaftsvereinigung Stahl an. Von 2005 bis 2015 war er Vorsitzender des VDEh-Ausschusses für metallurgische Grundlagen.
2011 wurde Harste stellvertretender Vorsitzender des Wirtschaftsrates der CDU im Saarland.